# Simac Ladies Tour 2022
De Simac Ladies Tour 2022 werd verreden van dinsdag 30 augustus tot en met zondag 4 september in Nederland. Het was de 24e editie van de rittenkoers, die vanaf 2017 behoort tot de UCI Women's World Tour. De ronde telde zes etappes, inclusief een tijdrit. Titelverdedigster was Chantal van den Broek-Blaak. Deze editie werd gewonnen door Lorena Wiebes, die tevens de eerste twee etappes en de puntentrui wist te winnen.

## Teams
Elf van de veertien World-Tourteams namen deel, aangevuld met vijf continentale ploegen. Op twee na alle ploegen gingen van start met zes rensters, wat het totaal op 94 rensters bracht.
| Nrs.  | UCI World-Tourteams  |
| ----- | -------------------- |
| 1-6   | SD Worx              |
| 11-16 | Trek-Segafredo       |
| 21-26 | FDJ-Suez-Futuroscope |
| 31-36 | DSM                  |
| 41-46 | Canyon-SRAM          |
| 51-56 | UAE Team ADQ         |

| Nrs.    | UCI World-Tourteams           |
| ------- | ----------------------------- |
| 71-76   | BikeExchange Jayco            |
| 81-86   | Jumbo-Visma                   |
| 91-96   | Liv Racing Xstra              |
| 131-136 | Uno-X                         |
| 141-146 | Roland Cogeas Edelweiss Squad |

| Nrs.    | UCI continentale teams     |
| ------- | -------------------------- |
| 61-66   | Valcar-Travel & Service    |
| 101-106 | Plantur-Pura               |
| 111-116 | Parkhotel Valkenburg       |
| 121-126 | AG Insurance NXTG          |
| 151-156 | Grant Thornton Krush Tunap |

## Etappe-overzicht
Op 5 juli werd het etappeschema gepresenteerd. De ronde gaat van start in Lelystad in de provincie Flevoland. Aanvankelijk zou een dag eerder de Benelux Tour in dezelfde stad van start gaan, maar deze ronde voor mannen werd geannuleerd. De volgende etappes rond Ede (Gelderland) en Gennep (Limburg) zijn net als de openingsrit vlak. De vierde etappe gaat van start in Landgraaf en finisht op het Megalandterrein, in diezelfde gemeente. Onderweg wordt drie keer een lus door Zuid-Limburg verreden met o.a. de Cauberg en Eyserbosweg. De vijfde etappe is een heuvelachtige tijdrit door de gemeente Beekdaelen, met start en finish in Sittard-Geleen. De slotrit gaat zeven keer over de Posbank en heeft de start en finish in Arnhem.
| etappe | datum | start     | finish    | profiel             | afstand  | winnaar             | klassementsleider |
| ------ | ----- | --------- | --------- | ------------------- | -------- | ------------------- | ----------------- |
| 1e     | 30-8  | Lelystad  | Lelystad  | Vlakke rit          | 141,2 km | Lorena Wiebes       | Lorena Wiebes     |
| 2e     | 31-8  | Ede       | Ede       | Vlakke rit          | 117,8 km | Lorena Wiebes       | Lorena Wiebes     |
| 3e     | 1-9   | Gennep    | Gennep    | Vlakke rit          | 139,1 km | Charlotte Kool      | Lorena Wiebes     |
| 4e     | 2-9   | Landgraaf | Megaland  | Heuvelrit           | 136,9 km | Riejanne Markus     | Lorena Wiebes     |
| 5e     | 3-9   | Windraak  | Watersley | Individuele tijdrit | 17,8 km  | Audrey Cordon-Ragot | Lorena Wiebes     |
| 6e     | 4-9   | Arnhem    | Arnhem    | Heuvelrit           | 150,3 km | Mischa Bredewold    | Lorena Wiebes     |

## Etappe-uitslagen

### 1e etappe
| Dinsdag 30 augustus: Lelystad - Lelystad (141,2 km) |                     |                         |          |
| Plaats                                              | Naam                | Ploeg                   | Tijd     |
| Winnaar                                             | Lorena Wiebes       | Team DSM                | 3u17'24" |
| 2                                                   | Karlijn Swinkels    | Team Jumbo-Visma        | z.t.     |
| 3                                                   | Audrey Cordon-Ragot | Trek-Segafredo          | z.t.     |
| 4                                                   | Alison Jackson      | Liv Racing Xstra        | z.t.     |
| 5                                                   | Eugénie Duval       | FDJ-Suez-Futuroscope    | z.t.     |
| 6                                                   | Ruby Roseman-Gannon | BikeExchange Jayco      | z.t.     |
| 7                                                   | Soraya Paladin      | Canyon-SRAM             | z.t.     |
| 8                                                   | Eleonora Gasparrini | Valcar-Travel & Service | z.t.     |
| 9                                                   | Anna Henderson      | Team Jumbo-Visma        | z.t.     |
| 10                                                  | Jeanne Korevaar     | Liv Racing Xstra        | z.t.     |

### 2e etappe
| Woensdag 31 augustus: Ede - Ede (117,8 km) |                   |                               |          |
| Plaats                                     | Naam              | Ploeg                         | Tijd     |
| Winnaar                                    | Lorena Wiebes     | Team DSM                      | 2u54'55" |
| 2                                          | Laura Tomasi      | UAE Team ADQ                  | z.t.     |
| 3                                          | Lonneke Uneken    | Team SD Worx                  | z.t.     |
| 4                                          | Mylène de Zoete   | AG Insurance NXTG             | z.t.     |
| 5                                          | Rachele Barbieri  | Liv Racing Xstra              | z.t.     |
| 6                                          | Karlijn Swinkels  | Team Jumbo-Visma              | z.t.     |
| 7                                          | Tamara Dronova    | Roland Cogeas Edelweiss Squad | z.t.     |
| 8                                          | Amalie Dideriksen | Trek-Segafredo                | z.t.     |
| 9                                          | Daniek Hengeveld  | Grant Thornton Krush Tunap    | z.t.     |
| 10                                         | Maud Rijnbeek     | AG Insurance NXTG             | z.t.     |

### 3e etappe
| Donderdag 1 september: Gennep - Gennep (139,1 km) |                  |                               |          |
| Plaats                                            | Naam             | Ploeg                         | Tijd     |
| Winnaar                                           | Charlotte Kool   | Team DSM                      | 3u16'44" |
| 2                                                 | Lorena Wiebes    | Team DSM                      | z.t.     |
| 3                                                 | Georgia Baker    | BikeExchange Jayco            | z.t.     |
| 4                                                 | Clara Copponi    | FDJ-Suez-Futuroscope          | z.t.     |
| 5                                                 | Tamara Dronova   | Roland Cogeas Edelweiss Squad | z.t.     |
| 6                                                 | Mylène de Zoete  | AG Insurance NXTG             | z.t.     |
| 7                                                 | Rachele Barbieri | Liv Racing Xstra              | z.t.     |
| 8                                                 | Alison Jackson   | Liv Racing Xstra              | z.t.     |
| 9                                                 | Karlijn Swinkels | Team Jumbo-Visma              | z.t.     |
| 10                                                | Soraya Paladin   | Canyon-SRAM                   | z.t.     |

### 4e etappe
| Vrijdag 2 september: Landgraaf - Megaland (136,9 km) |                     |                               |          |
| Plaats                                               | Naam                | Ploeg                         | Tijd     |
| Winnaar                                              | Riejanne Markus     | Team Jumbo-Visma              | 3u38'57" |
| 2                                                    | Lorena Wiebes       | Team DSM                      | + 14"    |
| 3                                                    | Karlijn Swinkels    | Team Jumbo-Visma              | + 15"    |
| 4                                                    | Laura Tomasi        | UAE Team ADQ                  | z.t.     |
| 5                                                    | Ilaria Sanguineti   | Valcar-Travel & Service       | z.t.     |
| 6                                                    | Anna Henderson      | Team Jumbo-Visma              | z.t.     |
| 7                                                    | Eleonora Gasparrini | Valcar-Travel & Service       | z.t.     |
| 8                                                    | Soraya Paladin      | Canyon-SRAM                   | z.t.     |
| 9                                                    | Tamara Dronova      | Roland Cogeas Edelweiss Squad | z.t.     |
| 10                                                   | Alison Jackson      | Liv Racing Xstra              | z.t.     |

### 5e etappe (tijdrit)
| Zaterdag 3 september: Windraak - Watersley (17,8 km) |                     |                    |        |
| Plaats                                               | Naam                | Ploeg              | Tijd   |
| Winnaar                                              | Audrey Cordon-Ragot | Trek-Segafredo     | 25'15" |
| 2                                                    | Riejanne Markus     | Team Jumbo-Visma   | + 4"   |
| 3                                                    | Amanda Spratt       | BikeExchange Jayco | + 11"  |
| 4                                                    | Julie De Wilde      | Plantur-Pura       | + 13"  |
| 5                                                    | Lorena Wiebes       | Team DSM           | + 21"  |
| 6                                                    | Ruby Roseman-Gannon | BikeExchange Jayco | + 36"  |
| 7                                                    | Karlijn Swinkels    | Team Jumbo-Visma   | + 38"  |
| 8                                                    | Alice Barnes        | Canyon-SRAM        | + 42"  |
| 9                                                    | Lauretta Hanson     | Trek-Segafredo     | + 45"  |
| 10                                                   | Anna Henderson      | Team Jumbo-Visma   | + 53"  |

### 6e etappe
| Zondag 4 september: Arnhem - Arnhem (150,3 km) |                     |                         |          |
| Plaats                                         | Naam                | Ploeg                   | Tijd     |
| Winnaar                                        | Mischa Bredewold    | Parkhotel Valkenburg    | 3u52'10" |
| 2                                              | Eleonora Gasparrini | Valcar-Travel & Service | z.t.     |
| 3                                              | Lorena Wiebes       | Team DSM                | + 5"     |
| 4                                              | Chiara Consonni     | Valcar-Travel & Service | z.t.     |
| 5                                              | Karlijn Swinkels    | Team Jumbo-Visma        | z.t.     |
| 6                                              | Anna Henderson      | Team Jumbo-Visma        | z.t.     |
| 7                                              | Chloe Hosking       | Trek-Segafredo          | z.t.     |
| 8                                              | Lonneke Uneken      | Team SD Worx            | z.t.     |
| 9                                              | Eugénie Duval       | FDJ-Suez-Futuroscope    | z.t.     |
| 10                                             | Laura Tomasi        | UAE Team ADQ            | z.t.     |

## Eindklassementen

### Algemeen klassement
| Plaats    | Naam                | Ploeg                | Tijd      |
| --------- | ------------------- | -------------------- | --------- |
| Gele trui | Lorena Wiebes       | DSM                  | 17u25'28" |
| 2         | Audrey Cordon-Ragot | Trek-Segafredo       | + 10"     |
| 3         | Karlijn Swinkels    | Jumbo-Visma          | + 40"     |
| 4         | Riejanne Markus     | Jumbo-Visma          | + 44"     |
| 5         | Ruby Roseman-Gannon | BikeExchange Jayco   | + 52"     |
| 6         | Mischa Bredewold    | Parkhotel Valkenburg | + 59"     |
| 7         | Anna Henderson      | Jumbo-Visma          | + 1'05"   |
| 8         | Alison Jackson      | Liv Racing Xstra     | + 1'07"   |
| 9         | Amanda Spratt       | BikeExchange Jayco   | + 1'09"   |
| 10        | Julie De Wilde      | Plantur-Pura         | + 1'18"   |

### Puntenklassement
| Plaats      | Naam             | Ploeg       | Punten |
| ----------- | ---------------- | ----------- | ------ |
| Groene trui | Lorena Wiebes    | DSM         | 118    |
| 2           | Karlijn Swinkels | Jumbo-Visma | 74     |
| 3           | Riejanne Markus  | Jumbo-Visma | 45     |

### Bergklassement
| Plaats        | Naam                | Ploeg                | Punten |
| ------------- | ------------------- | -------------------- | ------ |
| Bolletjestrui | Kirstie van Haaften | Parkhotel Valkenburg | 24     |
| 2             | Amanda Spratt       | BikeExchange Jayco   | 19     |
| 3             | Maëlle Grossetête   | FDJ-Suez-Futuroscope | 17     |

### Jongerenklassement
| Plaats     | Naam                | Ploeg                   | Tijd      |
| ---------- | ------------------- | ----------------------- | --------- |
| Witte trui | Mischa Bredewold    | Parkhotel Valkenburg    | 17u26'27" |
| 2          | Julie De Wilde      | Plantur-Pura            | + 19"     |
| 3          | Eleonora Gasparrini | Valcar-Travel & Service | + 27"     |

## Klassementsleiders na elke etappe
| Rit            | Winnares            | Algemeen klassement | Puntenklassement | Bergklassement      | Beste jongere       | Strijdlustigste     | Ploegenklassement |
| -------------- | ------------------- | ------------------- | ---------------- | ------------------- | ------------------- | ------------------- | ----------------- |
| 1e             | Lorena Wiebes       | Lorena Wiebes       | Lorena Wiebes    | Karlijn Swinkels    | Eleonora Gasparrini | Chloe Hosking       | Jumbo-Visma       |
| 2e             | Lorena Wiebes       | Lorena Wiebes       | Lorena Wiebes    | Karlijn Swinkels    | Lonneke Uneken      | Georgia Baker       | Jumbo-Visma       |
| 3e             | Charlotte Kool      | Lorena Wiebes       | Lorena Wiebes    | Lorena Wiebes       | Lonneke Uneken      | Sophie Wright       | Liv Racing Xstra  |
| 4e             | Riejanne Markus     | Lorena Wiebes       | Lorena Wiebes    | Kirstie van Haaften | Eleonora Gasparrini | Kirstie van Haaften | Jumbo-Visma       |
| 5e             | Audrey Cordon-Ragot | Lorena Wiebes       | Lorena Wiebes    | Kirstie van Haaften | Mischa Bredewold    | niet uitgereikt     | Jumbo-Visma       |
| 6e             | Mischa Bredewold    | Lorena Wiebes       | Lorena Wiebes    | Kirstie van Haaften | Mischa Bredewold    | Amanda Spratt       | Jumbo-Visma       |
| Eindklassement | Eindklassement      | Lorena Wiebes       | Lorena Wiebes    | Kirstie van Haaften | Mischa Bredewold    | niet uitgereikt     | Jumbo-Visma       |